# المدرسة الوطنية للإدارة (الجزائر)
المدرسة الوطنية للإدارة (بالفرنسية: École nationale d'administration) والمعروفة باسم ENA الجزائر، وخريجوا المدرسة يُعرفون باللغة الفرنسية باسم "les énarques" هي مدرسة ذات تكوين مهني وعريقة أسست في عام 1964 لإعداد الطلبة وتكوينهم تكوينا مهنيا يناسب احتياجات الإدارة والدولة الجزائرية.
أنشأت هذه المدرسة وفق المرسوم التنفيذي رقم 64-155 المؤرخ في 8 يونيو 1964 يتضمن إنشاء المدرسة الوطنية للإدارة (الجريدة الرسمية للجمهورية الجزائرية رقم 48)
تم إدراجها منذ 12 نوفمبر 2005 تحت إشراف وزارة الداخلية والجماعات المحلية، وهي الآن مسؤولة عن ضمان التأهيل والتدريب الأولي والمستمر لكبار المسؤولين. كما أنها توفر وظيفة بحثية نيابة عن الإدارة العامة الجزائرية من خلال مركز التوثيق والبحث والخبرة المعروف اختصارا ب (CDRE) 
منذ 10 ديسمبر 2014 أعيد تسمية المدرسة الوطنية للإدارة باسم أول وزير داخلية جزائري مولاي أحمد مدغري الذي يعد «أب الإدارة الجزائرية».
تقع المدرسة في مقاطعة حيدرة في التلال المطلة على مدينة الجزائر العاصمة.
عرفت المدرسة الوطنية للإدارة عدة تحولات في طرق التكوين، وفق مقتضيات كل مرحلة، كما تنوعت الوصاية عليها من رئاسة الجمهورية إلى وزارة التعليم العالي لتستقر منذ سنة 2005 على وصاية وزارة الداخلية والجماعات المحلية، ابتداءً من 12 نوفمبر 2005، المدرسة الآن مسؤولة عن ضمان تكوين الطلبة الحاصلين على شهادة الليسانس لمدة ثلاث سنوات متواصلة ليحصل المتخرجون منها على رتبة متصرف إداري رئيسي، وقد عرفت المدرسة منذ قدوم المدير العام الجديد السيد عبد الحق سايحي، خلفا للسيد شربال عبد القادر تحولات هامة سواء على مستوى صيانة وتهيئة منشآت المدرسة أو على مستوى التكوين الذي عرف منذ قدومه وتحت توجيهات وزارة الداخلية تغييرات جذرية وحاليا تعد الدفعة 48 أول دفعة في مسار هذا التغيير ef</ref>

## رابطة الخريجين
أسس بعض خريجي المدرسة العليا للإدارة ‏ الجزائريين في عام 1989 جمعية خريجي المعروفة اختصارا بADENA. من المفترض أن تجمع رابطة خريجي ENA بين الطلاب السابقين الذين تركوا المدرسة، وكذلك الطلاب الأجانب السابقين، ولم يعرف لها أي نشاط فعلي وليس لديها موقع ويب رسمي

## الخريجين المشهورين
الشخصيات السياسية
- عبد المجيد تبون رئيس الجمهورية منذ 19 كانون الأول 2019 ووزير الدفاع الوطني. رئيس الوزراء السابق، والرئيس السابق لمختلف الوزارات والوالي السابق.
- شعبان زروق رئيس ديوان رئيس الدائرة القضائية الكبرى 13 ترقية 1980 (مالك بن نبي)
- أحمد أويحيى رئيس الوزراء الأسبق.
- رمضان لعمامرة نائب رئيس مجلس الوزراء وزير الخارجية.
- عبد المالك سلال رئيس الوزراء الأسبق.
- عبد الرشيد طبي وزير العدل حافظ الأختام منذ 07جويلية2021، من خريجي الدفعة "16" سنة1979-1983
- عبد القادر بوعزغي، وزير الفلاحة والتنمية الريفية والصيد البحري الجزائري
- عز الدين ميهوبي[8] ، كاتب، وزير الثقافة الجزائري.
- محمد الغازي، وزير العمل والتشغيل والضمان الاجتماعي الجزائري، الوزير المنتدب لدى رئيس الوزراء المكلف بإصلاح الخدمة العامة.[9]
- نورية يمينة زرهوني وزيرة السياحة.
- نور الدين بدوي، رئيس الوزراء، وزير الداخلية والمجتمعات المحلية [10]
- محمد بن ميرادي وزيرا للتجارة.
- ليلى زروقي، دبلوماسية جزائرية، الممثلة الخاصة للأمين العام للأمم المتحدة.
- مصطفى بن منصور وزير الداخلية والجماعات المحلية ووزير الخارجية.
- محمد سي يوسف وزير الداخلية والجماعات المحلية.
- عبد المالك بوضياف، وزير الصحة والسكان وإصلاح المستشفيات الجزائرية.
- عبد الغني زعلان وزيرا للاشغال العمومية والنقل
- نادر بن ماتي وزير الإسكان والتخطيط العمراني.
- عبد العزيز الرهابي وزير الثقافة والاتصال وسفير الجزائر في إسبانيا والمكسيك وأمريكا الوسطى
- عبد العزيز رحابي وزير الثقافة والاتصال وسفير الجزائر لدى إسبانيا والمكسيك وأمريكا الوسطى

## إدارة المدرسة
المدرسة الوطنية للإدارة في الجزائر هي مؤسسة إدارية عامة تخضع حاليًا لإشراف وزارة الداخلية والجماعات المحلية. ينص النظام الأساسي للمدرسة، المنشور بمرسوم تنفيذي في نوفمبر 2006 ، على أن يديرها مجلس إدارة ويديرها مدير عام. المدرسة لديها مجلس علمي وتعليمي.

## مجلس الإدارة
بموجب أحكام المرسوم التنفيذي رقم 06-419 المؤرخ 22 تشرين الثاني / نوفمبر 2006 بشأن تنظيم وعمل المدرسة الوطنية للإدارة، لديها مجلس إدارة 
يتألف مجلس الإدارة من ممثلين عن الدوائر الوزارية التالية:
- وزارة الداخلية والجماعات المحلية
- وزارة الخارجية
- وزارة المالية
- وزارة الدفاع الوطني
- وزارة التعليم العالي
- وزارة الاتصال
- السلطة المسؤولة عن الخدمة العامة
- الوالي
- وممثلي الأساتذة الدائمين والأساتذة غير المتفرغين
- وممثل عن الجهاز الإداري والفني للمدرسة
- ممثل عن طلاب المدرسة

 المدير العام
يُعيَّن مدير عام المدرسة بمرسوم جمهوري بناءً على اقتراح وزير الداخلية والجماعات المحلية.
المجلس العلمي والتربوي
يرأس المجلس العلمي والتربوي مدرس دائم برتبة قاضي، يعين لمدة ثلاث (3) سنوات بأمر من وزير الداخلية والجماعات المحلية بناءً على اقتراح مدير عام المدرسة 
يتكون المجلس العلمي والتربوي من ممثلين عن إدارة المدرسة (قسم الدراسات، قسم الامتياز، قسم التعليم المستمر والتعاون، التوثيق، مركز البحوث والخبرة)، ممثلين عن إدارة المدرسة. هيئة تدريس دائمة ومؤقتة وموظفون مدنيون يمثلون إدارة الإقليم والإدارة المركزية ومعلمون تابعون للإدارة وزارة التعليم العالي 
الهيكلة الإدارية
يوفر التنظيم الحالي لـلمدرسة العليا للإداة، والذي تم تنفيذه منذ نوفمبر 2006، خمسة هياكل:
- الأمانة العامة
- قسم الدراسات
- قسم التدريب
- قسم التعليم المستمر والتعاون
- مركز التوثيق والبحث والخبرة

يتم وضع هذه الهياكل تحت سلطة المدير العام للمدرسة.

## الحياة في المدرسة
- سكن الطلاب (الإقامة)
- مركز التوثيق (مكتبة)
- الأنشطة الرياضية والثقافية

الطلاب السابقين
منذ إنشائها في عام 1964 حتى عام 2016، قامت الوكالة بتدريب 6654 طالب دراسات علياجزائريًا و299 طالبًا أجنبيًا، بما في ذلك 204 في السلك الدبلوماسي كجزء من تعاون الحكومة الجزائرية مع الدول الأفريقية 

## الإنشاء
تم إنشاء المدرسة الوطنية للإدارة في عام 1964، بعد عامين من استقلال الجزائر، بموجب المرسوم الرئاسي رقم 64-155 المؤرخ 8 يونيو 1964 [6] الذي وقعه الرئيس الأول للجمهورية الجزائرية، أحمد بن بلا. كانت المدرسة تابعة مباشرة لرئاسة الجمهورية الجزائرية، بمثابة مؤسسة عامة مهمتها إعداد وتدريب مسؤولي الإدارات المركزية والخدمات الخارجية (الإدارات الإقليمية المحلية)
'السياق التاريخي
بعد الرحيل السريع في ربيع عام 1962 للموظفين الأوروبيين، وترك الخدمات الإدارية شاغرة، تحتم إنشاء المدرسة الوطنية للإدارة، بعد استقلال الجزائر، جزءًا من الرغبة في البناء الدولة الوليدة والحاجة إلى تلبية الاحتياجات الناجمة عن إدارة منطقة شاسعة (2,381,741 كم 2).
الإشراف على المدرسة
خضعت المدرسة، التي وُضعت في تاريخ إنشائها تحت وصاية رئاسة الجمهورية الجزائرية، للعديد من التغييرات فيما يتعلق بملحقها. يوجد أدناه جدول يلخص الإشراف المتتالي للمدرسة
| السنة | الإشراف                                      |
| 1964  | رئاسة الجمهورية                              |
|       | وزارة الإصلاح الإداري والخدمة المدنية        |
| 1965  | وزارة الداخلية                               |
| 1982  | كتابة الدولة للخدمة المدنية والإصلاح الإداري |
| 1984  | الوزارة الاولى                               |
| 1987  | وزارة التعليم العالي والبحث العلمي           |
| 2005  | وزارة الداخلية والجمعات المحلية              |